# Lise Bertelsen
Lise Bertelsen (født 8. september 1975 i Aarhus) er en dansk politiker som har været medlem af Folketinget for Det Konservative Folkeparti siden 2022. Hun er desuden medlem af kommunalbestyrelsen i Viborg Kommune.
Bertelsen er født i 1975 i Aarhus som datter af praktiserende læge Paul Jørgensen og sygeplejerske Mona Jørgensen. Hun er specialpædagog fra Viborg Seminariet i 1999 og har uddannelser i kognitive behandlingsformer (Aarhus Universitetshospital 2010) og autisme diagnostisk observation (Center for Autisme, København 2011). Hun blev master i vejledning/programme in guidance fra Danmarks institut for Pædagogik og Uddannelse (DPU), Aarhus Universitet, Emdrup 2014. Bertelsen var været ansat som specialpædagog i børne- og ungdomspsykiatri ved Børne- og ungdomspsykiatrisk Regionscenter i Viborg siden 1999, men tog orlov fra jobbet efter hun blev valgt til Folketinget.
Bertelsen blev valgt til kommunalbestyrelsen i Viborg Kommune ved kommunalvalget 2021 og valgt til Folketinget ved folketingsvalget 2022. Hun har særlig interesse for sundhed, psykiatri og ældreområdet. Efter valget blev hun kommunalordfører, forskningsordfører, uddannelsesordfører, undervisningsordfører og psykiatriordfører for Det Konservative Folkeparti i Folketinget. Hun fortsætter i byrådet i Viborg sideløbende med sit folketingsarbjede.
Lise Bertelsen er gift med Claus Bertelsen, som er direktør for Peter Larsen Kaffe. Ægteparret bor i Viborg og har tre børn.